# ریکاردو نواک
ریکاردو نواک (انگلیسی: Riccardo Nowak; ۱۶ ژانویهٔ ۱۸۸۵ – ۱۸ فوریهٔ ۱۹۵۰) ورزشکار شمشیربازی اهل ایتالیا بود.
وی در مسابقات کشوری و بین‌المللی در مجموع برندهٔ ۱ مدال نقره شده‌است.